# Mardi Gras.bb
Mardi Gras.bb (auch Mardi Gras.BB) waren eine deutsche Band, deren Stil sich in einer Mischung von „schwarzer Musik“ wie Blues, Brass Band, Big Band, Soul und Funk und „weißer Musik“ wie Chanson, Rock, Pop, Punk, Alt Country, Psychedelic und anderem bewegt. Eine einfache Genre-Zuordnung ist daher kaum möglich.
Der Bandname Mardi Gras.bb (frz. der fette Dienstag) ist eine Anlehnung an den Faschingsdienstag in New Orleans, wobei das „.bb“ nicht für Brass Band steht, sondern für „bold bold“ (double bold/doppelt fett), sodass der Bandname sinnbildlich heißt: „Der fette Dienstag – fetter geht es nicht!“
Seit 1999 produzierte und veröffentlichte Mardi Gras.bb zehn Studioalben.

## Geschichte

### Anfänge (1992 bis 1998)
Mardi Gras.bb wurde Anfang der 1990er maßgeblich vom ehemaligen Guru-Guru-Bassisten Uli Krug gegründet. Dieser reiste 1992 zusammen mit seinem langjährigen Freund und Bandkollegen, dem Heidelberger Saxofonisten Sigi Geiberger, zu einem vierwöchigen Aufenthalt in New Orleans in Louisiana. Die Reise diente unter anderem dem Besuch der Musikszene dort. Nach der Rückkehr nach Mannheim wurde Krug mit der Aufgabe befasst, einen Tanz-in-den-Mai-Abend in der Alten Feuerwache zu gestalten.
Krug entwickelte ein Konzept, das er zunächst „Mannheim goes New Orleans“ nannte. Zur Umsetzung rekrutierte er neben Sigi Geiberger den gelernten Mediziner und musikalisch als Sänger und Gitarrist tätigen Jochen Wenz, den er schon als Aushilfsgitarristen von Sanfte Liebe kannte. Wenz hatte bereits seit fast zehn Jahren im Rahmen musikalischer Projekte Erfahrung mit Bläsersätzen und deren Arrangement sammeln können. Krug, Geiberger und Wenz engagierten gemeinsam verschiedene Musiker, unter anderem Krugs ehemaligen Sanfte Liebe- und Guru-Guru-Kollegen Erwin Ditzner, um ihre Brass-Band-Idee in die Tat umzusetzen. Der Abend wurde schließlich mit einer 11-köpfigen Band erfolgreich absolviert.
Es dauerte einige Monate, bis Krug und Wenz auf das Projekt zurückkamen. Beide entwickelten die Idee, das Brass-Band-Konzept als eigenständig auch jenseits von Cover-Versionen mit Wenz als Haupt-Songschreiber und Arrangeur weiterzuentwickeln. Kurze Zeit später trat man zum ersten Mal unter dem Namen „Mardi Gras Brass Band“ auf. Die Band bestand aus Krug, Wenz, Geiberger, Ditzner und weiteren Musikern, von denen einige bereits beim oben genannten Tanz in den Mai ausgeholfen hatten, unter anderem dem Posaunisten Christian Otto Engelhardt. Ein erstes, selbstproduziertes Kurzalbum Movement wurde 1993 in kleiner Stückzahl veröffentlicht (die vier Stücke darauf stammen alle von Jochen Wenz), gefolgt von Live im Capitol 1994 und vom zweiten Studioalbum Big Brass Bed 1995, das von Jochen Wenz inzwischen als „völlig misslungen“ bezeichnet wurde. Einige Zeit nach diesem Album wurde der Name in Mardi Gras.bb geändert.

### Vertrag mit Hazelwood (1999)
Der ehemalige Miteigentümer des deutschen Plattenvertriebs EFA, Ulrich Vormehr, stellte, nachdem er die Band einige Male live gesehen hatte, den Kontakt zwischen Mardi Gras.bb und dem Produzenten Gordon Friedrich vom Frankfurter Label Hazelwood Vinyl Plastics her, das sich damals noch auf US-Jazz-Punk-Bands wie Saccharine Trust und The Universal Congress Of konzentrierte. Wenz und Krug selbst sehen diesen Kontakt noch heute als Schlüsselmoment für die Band an, da Friedrich ihnen zufolge die Entwicklung zu dem, wofür Mardi Gras.bb später stehen sollte, erst ermöglichte.
1999 veröffentlichte Mardi Gras.bb bei Hazelwood ihr erstes Studioalbum Alligatorsoup. Das Album wurde von der Kritik z. T. begeistert aufgenommen und öffnete der Gruppe den Weg zu ihrem ersten Major-Label-Vertrag.

### Vertrag mit Universal (2000 bis 2003)
Das Debüt-Album Alligatorsoup wurde bei der Jazz-Sparte von Universal Records aufmerksam aufgenommen, woraufhin Universal einen Vertrag mit der Band abschloss und den Vertrieb des nächsten Albums, das 2000 erschienene Supersmell, übernahm, während Hazelwood weiterhin Label-Heimat von Mardi Gras.bb blieb. Das ungewöhnliche Vertragskonstrukt zwischen der Band, Universal und Hazelwood sah laut Jochen Wenz vor, dass Mardi Gras.bb Universal ein vollständig produziertes Album ablieferten (für die Produktion war weiterhin Hazelwood zuständig), für das sie bezahlt wurden. Universal oblag daraufhin die Entscheidung, was mit dem Album geschehen solle.
Die Vereinbarung mit Universal umfasste insgesamt drei Mardi Gras.bb-Alben, beginnend mit dem 2000 erschienenen Supersmell. Mit diesem Album wurde DJ Mahmut, auf dem Hazelwood-Debüt noch nur sporadisch eingesetzt, festes Mitglied des Ensembles. Supersmell enthält die Single Psychoflute, für die zum ersten Mal in der Bandgeschichte ein Musikvideo produziert wurde; sie stieg in den deutschen Club-Charts auf Position 1 ein. Psychoflute ist die erfolgreichste Single der Formation. In der Folge wurde 2000 auch zu dem Stück Down Down Down ein Video gedreht. Das Stück stammte zwar vom Hazelwood-Debüt Alligatorsoup; im Video wurde jedoch mehrfach das Cover des damals aktuellen Albums Supersmell gezeigt.
Im Rahmen der Werbung für das Album kam es zu Problemen, da die Universal-Werbeabteilung ein Bild einsetzt, das einen jungen Mann mit entblößtem Penis zeigt. Dieses Bild wurde von offiziellen Stellen als pornografisch eingeordnet, was unter anderem dazu führte, dass die komplette Erstauflage der damaligen Ausgabe der Musikzeitschrift Spex, einschließlich der beiliegenden CD, eingestampft werden musste. Seitdem war die Spex das einzige deutschsprachige Musikmagazin, das die weiteren Aktivitäten der Band vollständig ignorierte. Trotzdem war Supersmell, ebenso wie die erste Single, ein großer Erfolg und auch international ein Durchbruch für Mardi Gras.bb – es folgen u. a. Auftritte in Moskau, London und Montreux.
2002 erschien das Album Zen Rodeo, das die Single Kung Fu Fighting – eine Brass-Band-Version des Hits von Carl Douglas – und die Hop Sing Song EP hervorbrachte. Der Titelsong der EP ist dem chinesischen Koch der Fernsehfamilie Cartwright gewidmet, während die EP im Weiteren alle bis dato vorliegenden Remixe von Mardi Gras.bb-Stücken versammelt.
Auch im europäischen Ausland, speziell in Frankreich und den Benelux-Ländern, waren Mardi Gras.bb seit dieser Zeit erfolgreich, was ihnen unter anderem einen Auftritt im Rahmen des Cannes Film Festival im Jahr 2002 einbrachte, gefolgt unter anderem von einem von arte mitgefilmten Konzert 2006.
Das 2003 veröffentlichte Album Heat zeigte erneut die starke Wandelbarkeit der Band – Tanzbarkeit, Samples und z. T. starke Funk-Einflüsse bestimmten das Bild, die zuvor noch präsenten Jazz-Einflüsse waren fast vollständig verschwunden. Universal veröffentlichte von „Heat“ eine Single („Old Nu York“), verlängerte aber in der Folge den Vertrag mit Mardi Gras.bb nicht.
Ausschlaggebend hierfür war neben den wenig konventionellen Stilwechseln der Gruppe auch die Konsolidierung des Universal-Konzerns, der auch das Label Motor Music zum Opfer fiel, nachdem Anfang der 2000er Jahre der Tonträger-Absatz einbrach (siehe Krise der Musikbranche).

### Zurück vom Major Label (2004)
Nach dem Ende des Vertrags mit Universal blieben die Publishing-Rechte weiterhin bei Universal, die Veröffentlichung der Tonträger oblag jetzt jedoch wieder allein Hazelwood, zunächst mit Vertrieb durch Cargo Records, seit Januar 2007 durch Indigo.
Noch vor der Veröffentlichung des Heat-Nachfolgers arbeiteten Mardi Gras.bb 2004 am Soundtrack des in den 1920er Jahren angesiedelten deutschen Spielfilms Was nützt die Liebe in Gedanken mit. Die 1920er Jahre gaben auch einen groben Rahmen für das im September 2004 erschienene 29 Moonglow. Nachdem Heat sehr tanzbar war und zum Teil starke Funk-Einflüsse aufwies, gingen weite Teile des Nachfolgers in eine stärker Dixieland- und Blues-beeinflusste Richtung. Laut Jochen Wenz war das Album auch das Ende eines mit Alligatorsoup begonnenen Fünf-Alben-Zyklus, in dessen Rahmen zehn Jahrzehnte Musikgeschichte frei interpretiert werden sollten. Nach Abschluss dieses Zyklus sollte die Gruppe neu ausgerichtet werden.
Als Reaktion darauf, dass Mardi Gras.bb sich auch in Frankreich weiterhin anhaltender Beliebtheit erfreuten – Jochen Wenz zufolge spielte man in Frankreich im Schnitt vor etwa doppelt so großem Publikum wie in Deutschland – erschien im April 2005 nach dem Originalalbum auch eine spezielle französische Version von 29 Moonglow, die zwei zusätzliche Titel auf Französisch enthielt. Dies war die erste speziell für ein bestimmtes Land veröffentlichte Ausgabe eines Mardi Gras.bb-Albums und auch das erste Mal, dass die Gruppe Stücke in einer anderen Sprache als Englisch herausbrachte.
Während nach dem Erscheinen von 29 Moonglow und der zugehörigen Tour die diversen Bandmitglieder anderen Aktivitäten nachgingen, starteten die drei Kernmitglieder Jochen Wenz, Uli Krug und Erwin Ditzner das Projekt The Mighty Three.

### The Mighty Three (2005)
Der Kern der Band, bestehend aus den Gründungsmitgliedern Jochen Wenz, Uli Krug und Erwin Ditzner, begann Ende 2004/Anfang 2005 mit einigen zunächst geheimen Auftritten als Trio unter dem Namen The Mighty Three. Der Mardi-Gras.bb-Ansatz wurde hier radikal reduziert. Waren die Konzerte nur als besondere Ereignisse für Fans und einige Journalisten gedacht, während einige Mitglieder der vollen Bandbesetzung anderen Projekten nachgingen, entwickelte sich schnell eine Eigendynamik, in deren Rahmen auch ein innerhalb weniger Tage aufgenommenes Album entstand. Dieses im Vergleich zu vollen Bandalben sehr viel gitarren- und blueslastigere Album wurde im September 2005 zwar unter dem Bandnamen Mardi Gras.bb veröffentlicht, allerdings mit dem vollen Titel Mardi Gras.bb... introducing The Mighty Three (etwa: „Mardi Gras.bb stellt vor: The Mighty Three“), was zum Teil spiegelt, dass es sich nicht um die bis dato bekannte Mardi Gras.bb-Konstellation handelt. Eine Zeitlang nach der Albumveröffentlichung tourte die The Mighty Three-Besetzung parallel zur vollen Besetzung, z. T. wurden in derselben Stadt zwei Konzerte an zwei aufeinanderfolgenden Abenden gegeben – eines als The Mighty Three und eines als Mardi Gras.bb.

### Neuausrichtung und Abschied von Doc Wenz (2006 bis 2013)

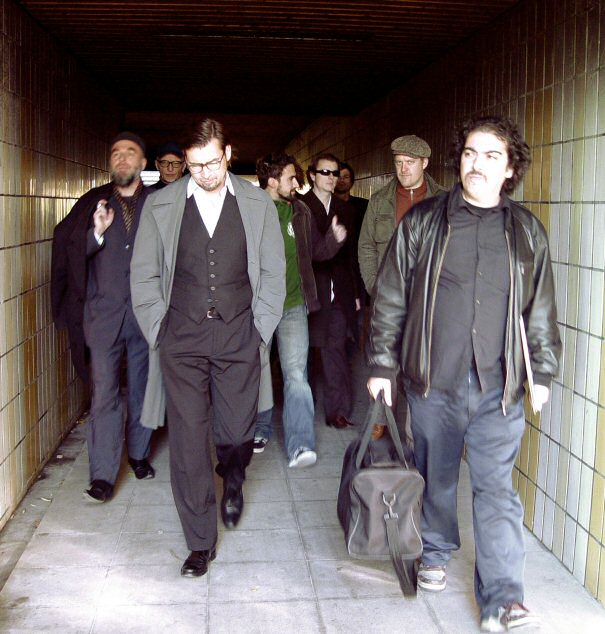
Mitglieder der Mardi Gras bb (2007)

Die Zäsur, die durch The Mighty Three markiert wurde, hinterließ auch in der Vollbesetzung einige Spuren. Bereits im Sommer 2006 spielte man einige Konzerte, bei denen neues Material vorgestellt wurde. Besonders die auf früheren Alben kaum in Erscheinung tretende Gitarre tritt wie schon bei The Mighty Three sehr viel deutlicher in Erscheinung, ohne dass jedoch typische Mardi Gras.bb-Eigenarten wie die Groove-lastigen Bläser ihre Position innerhalb der Musik verloren hätten. Zwischenzeitlich steuerte die Band auch die Musik zum Schweizer Film Wir werden uns wiederseh’n von Stefan Hillebrand und Oliver Paulus bei, in dem sie auch eine kleine Rolle spielt.
Das nächste Studioalbum The Exile Itch erschien am 2. Februar 2007. Die auf 3.000 Exemplare limitierte Erstauflage enthält als Bonus eine DVD mit dem Titel The Unveiling of The Exile Itch. Dabei handelt es sich um einen vollständigen Konzertmitschnitt aus dem UT Connewitz, Leipzig, aufgenommen im Juni 2006. Darüber hinaus enthält die DVD die beiden Musikvideos zu Psychoflute und Down Down Down sowie ein kurzes Interview-Special, das anlässlich der Veröffentlichung von Zen Rodeo im Jahr 2002 produziert wurde. Eine etwa eineinhalbmonatige Deutschland-Tour zum Album beginnt am 7. Februar 2007 in der alten Feuerwache in Mannheim, dem Ort, an dem Uli Krug und Jochen Wenz Anfang der 1990er zum ersten Mal gemeinsam im Rahmen von Krugs „Mannheim goes New Orleans“-Projekt auftraten. Während der Tour erscheint im März das Album Pentalogy – The Very Best of 1999–2004, eine Zusammenstellung der besten Stücke aus dem Fünferzyklus vom Debüt Alligatorsoup bis hin zu 29 Moonglow.
Im Jahr 2012 wurde die Band mehrere Wochen lang durch den Filmregisseur Jonas Grosch begleitet. Bei der Produktion ihres zehnten Albums sowie bei einer Konzertreise in Nordamerika entstand dabei der Dokumentarfilm A Silent Rockumentary. Das Crime Story Tapes betitelte zehnte Album erschien im Oktober 2012. Im Jahr 2013 kündigte Gründungsmitglied und Frontmann Jochen „Doc“ Wenz nach 21 Jahren seinen Ausstieg nach Abschluss der bis Dezember 2013 laufenden Tour an. In Interviews erklärte er, der Entschluss sei seit etwa 2006 gereift. Zum einen habe er das Gefühl, mit der Gruppe alles ausprobiert zu haben, was für ihn interessant und machbar erschien. Zum anderen wünschte er sich einen Abschied vom rigiden Aufnahme- und Tourzyklus, der sein Privatleben stark eingeschränkt habe. Anlass, den Schritt zu vollziehen, gaben zwei Ereignisse in den Jahren 2012/13: Zum einen der Konkurs des Heimatlabels Hazelwood Vinyl Plastics, zum anderen, dass Produzent Gordon Friedrich wegen gesundheitlicher Probleme die Zusammenarbeit beenden musste. Das letzte Konzert mit Wenz spielte die Gruppe am 20. Dezember 2013 im Jazzclub in Braunau am Inn.

### Zurück zu den Wurzeln als Liveband (ab 2014)
Nach dem Abschied von Frontmann Jochen Wenz verblieb Ulrich Krug als zweiter wesentlicher Inspirationsgeber und Kern der Gruppe. Unter seiner Leitung und mit wechselnden Besetzungen konzentrierte man sich seitdem auf Liveauftritte, wobei Wenz’ Gesangsparts vor allem durch Sängerinnen übernommen wurden, beispielsweise von Barbara Lahr.

## Mitglieder
Die Besetzung von Mardi Gras.bb fluktuierte von Album zu Album mehr oder minder stark. Mit der Zeit hatte sich um die Gründungsmitglieder jedoch ein Kern herausgebildet, dessen Mitglieder im Folgenden kurz vorgestellt werden.
- Uli Krug (genannt „Reverend“, geboren 1952 in Zeitz): Sousaphonist, Gründer und nach Bandaussage „spirituelles Zentrum“ von Mardi Gras.bb. War zuvor unter anderem Bassist der Krautrock-Gruppe Guru Guru. Krug ist in mehreren in Mannheim ansässigen Projekten engagiert (u. a. Reverend’s Revenge und Coleümes).War außerdem als Projektbegleiter für das Mannheimer Stadtjubiläum 2007 tätig.
- Jochen Wenz (genannt „Doc“): Sänger, Arrangeur und Gitarrist von Mardi Gras.bb, gemeinsam mit Krug auch Gründer der Gruppe. Ausgebildeter Dermatologe, was auch seinen Spitznamen begründet. Da er, wie alle Mitglieder der Gruppe, noch eine Einnahmequelle außerhalb von Mardi Gras.bb benötigte, praktizierte er nach eigener Aussage nach wie vor zeitweise als Dermatologe.
- Erwin Ditzner (genannt „Sir“): Perkussionist und Kleine Trommel-Spieler der Band, wie Krug und Wenz Gründungsmitglied. Kennt Krug bereits aus der gemeinsamen Zeit bei Guru Guru, Sanfte Liebe, Ax Genrichs Riff und dem Erwin Ditzner Trio mit Sigi Geiberger. Im Sommer 2007 beschloss Ditzner seinen Ausstieg aus der Band und hatte beim Silvesterkonzert im gleichen Jahr im Heidelberger Karlstorbahnhof seinen letzten Auftritt.
- Robert Solomon: Posaunist auf allen Mardi Gras.bb-Alben in voller Besetzung (d. h. mit Ausnahme von The Mighty Three (2005)). Außerdem als Posaunist bei der Ska-Band The Busters sowie beim Farin Urlaub Racing Team tätig.
- Christian Ehringer (genannt „Chris Bishop“): Trompeter und Flügelhörn. Seit Beginn dabei. Studierter Jazztrompeter. Seit 2006 auch bei Laith al Deen.
- Uli Röser (genannt „Bluegrass“; anfangs auch „Loose Hip“): Studierter Jazzposaunist, auf jedem Album in voller Besetzung mit Ausnahme von Supersmell zu hören. Hat mit dem Trio Boheme ein weiteres Hauptprojekt und spielt auch bei anderen Künstlern und Projekten als Live- und Studiomusiker (u. a. Glenn Miller Orchestra, Bobby Burgess Bigband).
- Lömsch Le Mans: Saxophonist und Klarinettist der Band; als klassischer Klarinettist ausgebildet. Vorrangig in Jazz-Formationen tätig, u. a. in verschiedenen Duos und Trios (u. a. mit dem Mardi-Gras.bb-Kollegen Erwin Ditzner), sowie in der Gruppe Underkarl (mit Sebastian Gramss).
- Dj Mahmut: zuständig für Phonographie und Fragmente (Samples und Scratches), hat seit 1994 mehrere Veröffentlichungen im Hip-Hop-Bereich vorzuweisen.
- Javier de la Poza (genannt „el Tigre“), geboren in Madrid: Bassdrummer und Cajón-Spieler (2004 bis 2007). Nach dem Ausstieg von Erwin Ditzner (Dezember 2007) spielte er das komplette Drum-Set.

## Diskographie

### Alben

#### Als Mardi Gras Brass Band
- Movement (1993)
- Live im Capitol (1994)
- Big Brass Bed (1995)

#### Als Mardi Gras.bb
- Alligatorsoup (05/1999)
- Supersmell (08/2000)
- Zen Rodeo (03/2002)
- Heat (10/2003)
- 29 Moonglow (09/2004)
- Introducing The Mighty Three (09/2005)
- The Exile Itch (02/2007)
- Pentalogy – The Very Best of 1999–2004 (03/2007)
- My Private Hadron (09/2008)
- Von Humboldt Picnic (04/2010)
- Crime Story Tapes (10/2012)

### Singles/EPs
- Psychoflute (10/2000)
- Singlesmasher (EP) (04/2001)
- Kung Fu Fighting (03/2002)
- Hop Sing Song (EP) (07/2002)

### DVDs
- The Unveiling of the Exile Itch (02/2007)

## Filmographie
- A Silent Rockumentary (2012)

## Zeitleiste
- 1 Kein volles Bandalbum, sondern – wie im Titel bereits angedeutet – nur vom Kern-Trio eingespielt.
- 2 Konzertaufnahme aus dem UT Connewitz vom Juni 2006. Zuerst veröffentlicht als Bonus-DVD zum Album The Exile Itch
- 3 Bürgerlich Mahmut Altunay